# Hermann Friedrich Graebe
Pour les articles homonymes, voir Graebe.
Hermann Friedrich Gräbe, né à Gräfrath (aujourd'hui incorporé à Solingen) le 19 juin 1900 et mort à San Francisco le 17 avril 1986, est un résistant allemand, honoré comme un « Juste parmi les nations ».

## Biographie
Ingénieur fort compétent, Hermann Friedrich Gräbe travailla à partir de 1941 comme directeur régional d'une entreprise de construction de Solingen dans l'Ukraine occupée par les Allemands. Il effectuait en Volhynie des « missions de guerre », et dirigeait le travail de maintenance et de construction de voies ferrées pour la Reichsbahn. C'est là qu'à Rivne et à Doubno il fut témoin du massacre de la population juive.
Antinazi convaincu, il réussit à procurer à des milliers de Juifs des faux papiers et à les occuper officiellement comme main-d'œuvre sur ses chantiers de construction. « On ne peut pas voir couler devant soi tant de sang et ne pas être bouleversé, disait-il plus tard. J'étais obligé de faire quelque chose. Il me fallait protéger le plus de gens que je pourrais. »
Dans le chaos des derniers mois de guerre, il réussit à faire passer à l'Ouest ses notes sur les actions de meurtre. Elles permirent aux Américains de découvrir l'existence des fosses communes en Ukraine et d'identifier les responsables. Gräbe fut témoin à Nuremberg en 1946 pendant les procès des criminels de guerre. Ses déclarations détaillées contribuèrent à étayer les preuves déjà fournies par la découverte des rapports écrits des Einsatzgruppen sur les opérations d'extermination par balles perpétrées par ces derniers dans le cadre de la Shoah par balles. Voici son rapport de témoin oculaire :

« Le chef d’équipe et moi sommes allés directement vers les fosses. Personne ne nous en a empêchés. Alors, j'ai entendu des coups de fusil se succéder rapidement de derrière un des buttes de terre. Les gens qui étaient descendus des camions - hommes, femmes et enfants de tout âge - ont dû se déshabiller sur l'ordre d'un SS qui portait une cravache. Ils ont dû déposer leurs vêtements aux endroits qu’on leur indiquait, là les chaussures, là les vêtements, là les sous-vêtements. J'ai vu des tas de chaussures d’environ 800 à 1000 paires, de grands tas de sous-vêtements et de vêtements. Sans crier ni pleurer ces gens se déshabillaient, se tenant groupés en familles, ils s'embrassaient, se disaient adieu, et attendaient un signe d'un autre SS qui se tenait près de la fosse, lui aussi avec un fouet dans sa main. Pendant les quinze minutes où j’étais là, je n'ai entendu personne se plaindre  ou demander grâce. Je regardais une famille de huit personnes, un homme et une femme tous les deux d’environ cinquante ans, avec leurs enfants d'environ 20 à 24 ans, et deux grandes filles de vingt-huit ou vingt-neuf ans. Une vieille femme aux cheveux blancs de neige tenait dans ses bras un enfant âgé d'un an tout en lui chantant et le chatouillait. L'enfant paraissait gazouiller de plaisir. Les parents regardaient avec des larmes dans les yeux. Le père tenait par la main un garçon d'environ dix ans et lui parlait doucement, tandis que le garçon luttait pour ne pas pleurer. Le père a montré le ciel, a caressé la tête de son fils et a semblé lui expliquer quelque chose à lui. À ce moment, le SS près de la fosse a commencé à crier quelque chose à son camarade. Celui-ci a compté une vingtaine de personnes et leur a ordonné d'aller derrière la butte de terre. Parmi eux se trouvait la famille dont je viens de parler. Je me souviens bien d'une jeune fille, mince avec des cheveux noirs et qui, comme elle passait devant moi, s’est désignée et a dit: « vingt-trois ans ». J’ai contourné la butte et me suis trouvé devant une tombe terrifiante. Les gens étaient étroitement serrés les uns et gisaient les uns sur les autres si bien qu’on ne pouvait voir que leurs têtes. Presque tous avaient du sang qui giclait de leurs têtes sur leurs épaules sur leurs épaules de leurs têtes. Certains du coup les gens étaient toujours en mouvement. Certains levaient les bras et tournaient la tête pour montrer qu'ils étaient encore vivants. La fosse était pleine presque aux deux tiers. J'ai estimé qu'elle contenait déjà un millier de personnes. J'ai cherché l'homme qui avait fait le meurtre. C’était un SS, qui était assis au bord de l'extrémité étroite de la fosse, les pieds ballants dans la fosse. Il tenait une mitraillette sur ses genoux et fumait une cigarette. Les gens, complètement nus, descendaient quelques marches taillées dans le mur de glaise de la fosse et grimpaient sur la tête de ceux qui gisaient déjà là où le SS les dirigeaient. Ils se couchaient face à ceux qui étaient déjà morts ou blessés, certains caressaient ceux qui vivaient encore et leur parlaient à voix basse. Alors j'ai entendu une série de coups de feu. J'ai regardé dans la fosse et j'ai vu que les corps frémissaient encore ou que les têtes gisaient déjà, immobiles au-dessus des corps qui se trouvaient en dessous. Le sang giclait de leur cou. La fournée suivante s’approchait déjà. Ils sont descendus dans la fosse, se sont alignés contre les victimes précédentes et ont été abattus. »

Pour lui et pour sa famille les conséquences furent amères. Ils reçurent des menaces de mort. En outre, celui qui avant-guerre avait été un ingénieur expérimenté et un entrepreneur ne pouvait plus trouver aucun travail dans l'Allemagne d'après-guerre. Personne ne voulait faire d'affaires avec le « traître à la patrie », celui qui crachait sur les siens. En 1948 Gräbe, avec sa femme et son fils, émigra en Californie. En 1953 il reçut la nationalité américaine.
En 1965, alors que Gräbe était honoré en Israël comme un « Juste parmi les nations » au Mémorial de Yad Vashem, il était en Allemagne l'objet de violentes calomnies. Georg Marschall, un des criminels nazis condamnés à Nuremberg en raison des déclarations de Gräbe, obtint en 1966 la révision de son procès. Son avocat mit en doute la crédibilité de Gräbe comme témoin et obtint qu'il fût accusé de faux témoignage. Bien que le tribunal ne l'eût suivi qu'en partie sur ce point, la tactique s'avéra payante. Marschall ne fut condamné qu'à cinq ans de prison pour avoir participé au meurtre d'un Juif par pendaison. Gräbe au contraire, pour avoir témoigné au procès d'Auschwitz, ne pouvait plus revenir sur le territoire allemand, puisqu'il y était menacé d'arrestation. En 1966 le Spiegel reprit à son compte ces fausses accusations et dressa de Gräbe l'image que l'Allemagne se fit, celle d'un menteur.
Sa réhabilitation n'a commencé que dans les années 1990. Gräbe ne devait pas la voir. Il était mort le 17 avril 1986 aux États-Unis. Wolfgang Thierse écrit : « Le destin de Gräbe l'a bien montré une nouvelle fois : combien de temps la société allemande d'après-guerre a-t-elle refusé de se mettre devant sa responsabilité ? » Depuis, un centre de jeunesse porte son nom à Solingen, après une décision de tous les groupes politiques au conseil municipal prise à l'occasion du centième anniversaire de la naissance de Gräbe, et sur sa maison natale se trouve également une plaque commémorative.